# Museu Nacional de Ceràmica i de les Arts Sumptuàries «González Martí»
El Museu de Ceràmica de València o Museu Nacional de Ceràmica i de les Arts Sumptuàries «González Martí» alberga diverses col·leccions de peces ceràmiques d'arreu de València, Espanya, Europa i Xina, a banda d'altres col·leccions d'arts sumptuàries, tot això dins el marc excepcional del Palau del Marqués de Dosaigües. Aquest palau fou declarat monument historicoartístic el 1941 i adquirit el 1949 pel Ministeri d'Educació per a ubicar la important col·lecció de ceràmica donada a l'estat el 1947 per Manuel González Martí i la seua dona Amèlia Cunyat. Durant set anys la col·lecció va tindre la seua seu al domicili del fundador, però després de la rehabilitació del Palau de Dosaigües, duta a terme entre 1950 i 1954, s'hi instal·là el Museu Nacional de Ceràmica.
Entre 1967 o 1969 i 1972 s'amplià en iniciar-se la construcció d'una nova ala que en el seu exterior reprodueix fidelment l'estil de la façana del Palau del segle xix. Al 1969 passà a denominar-se tal hui en dia s'anomena. En els anys 1980 el Museu necessitava millorar la seua infraestructura i instal·lacions així com mamprendre la restauració de l'immoble i la renovació de les peces. El 1990 es tancà al públic per rehabilitar-ho i després d'anys de romandre tancat, durant la dècada següent s'obrí novament.

## Les col·leccions
El fons constitucional del museu és la col·lecció de ceràmica, part del mobiliari i altres béns del fundador més altres fons afegits de l'Ajuntament de València, aportacions particulars i de la Diputació de València. Durant els anys que en Manuel González Martí va estar al capdavant del Museu va iniciar una àmplia labor de captació d'obra mitjançant donacions, llegats o depòsits. No es va limitar a recopilar obres ceràmiques i va comprendre també camps com ara la indumentària, la pintura, la bibliofília, les arts gràfiques, l'escultura i el moble. Per aquest motiu el 9 d'octubre de 1969 segons el Decret 2.517/1969 se va adoptar el nom de Museu Nacional de Ceràmica i de les Arts Sumptuàries.

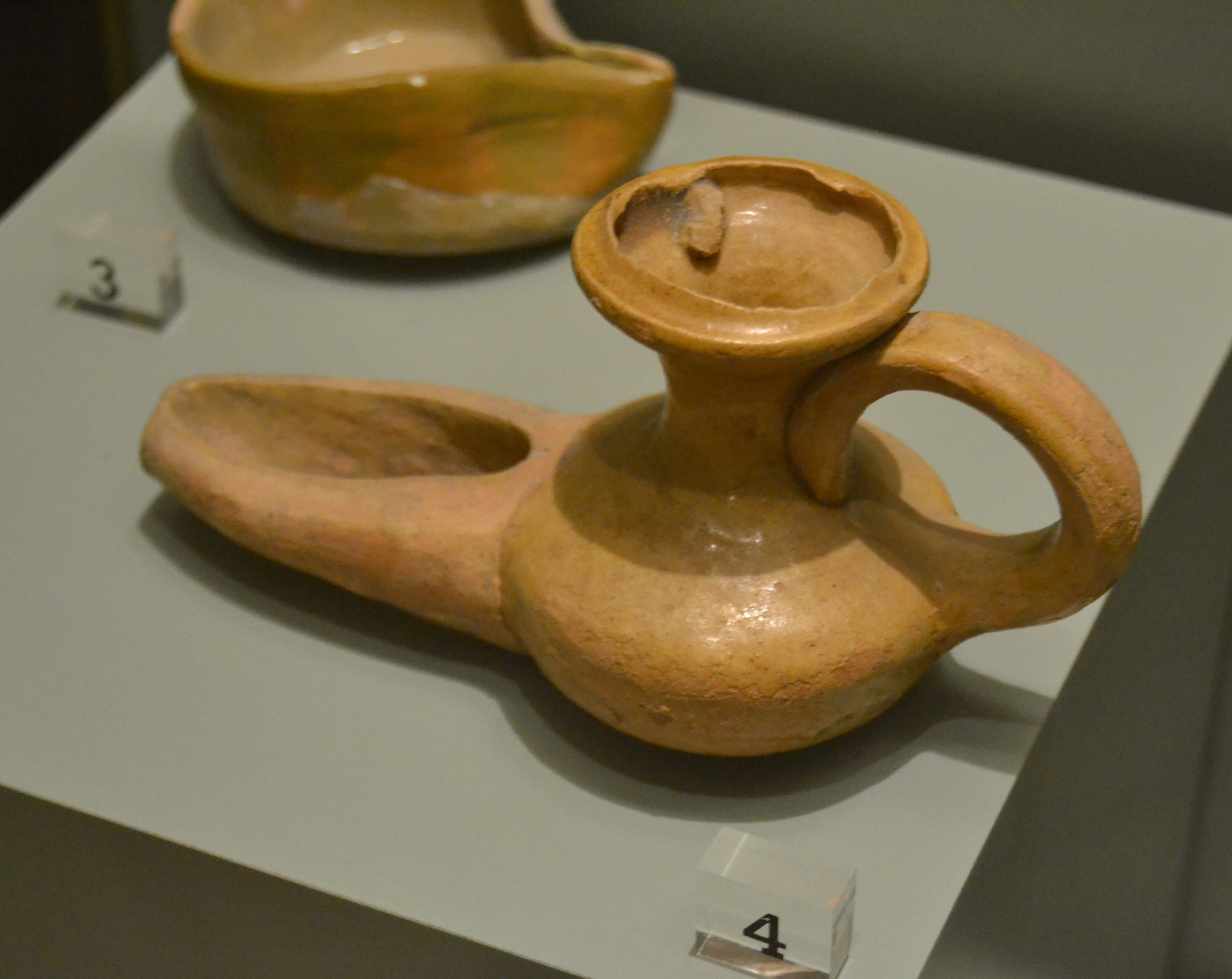
Cresol

Pel que fa a les restes ceràmiques islàmiques datades entorn del segle x-xi trobades a les excavacions de l'any 1987 a Benetússer, tenen gran rellevància tant per la seua qualitat com pel seu estat de conservació. Es tracta de grans safates per presentar els aliments, petites escudelles per servir-los i contenidors de formes variades per abocar líquids. Les gerres per a veure són els únics tipus que no hi són decorades. Aquest conjunt està dipositat al Museu, llevat de 17 peces exposades a l'exposició permanent del Museu Història de Benetússer.
També destaquen en el Museu les peces de ceràmica medieval de Paterna o Manises, d'estil verd i negre, blau o en reflex metàl·lic, procedents majoritàriament de la col·lecció de l'Ajuntament de València i de la formada per en Manuel González Martí, descobridor el 1907 de les ruïnes de les terrisseries medievals de Paterna. Molt importants són el conjunt de taulellets medievals valencians i el de «socarrats», o plaques de sostre decorades, provinents majoritàriament de les col·leccions anteriors.
Entre els fons de taulelleria hi ha set paviments complets, a més dels del Palau, un gran conjunt de panells valencians dels segles xviii-xix i la col·lecció de taulells d'en Francesc Aigualir. Una altra col·lecció de gran volum és la de ceràmiques de reflex metàl·lic del segle xvi al xviii formada amb els fons del fundador i el llegat de Joan Stingo Carbonell.
La col·lecció de ceràmica es completa amb la recent donació de ceràmica oriental del matrimoni holandés Timothy Knecht i Helen Drenth, i xicotetes donacions com les plaques de l'Alcora adquirides per al Museu per la Caixa d'Estalvis de València o el lot que Picasso va dedicar al Museu el 1954.
A més dels fons de ceràmica hi ha altres col·leccions heterogènies com ara les antigues carrosses dels marquesos de Dosaigües o la recentment donada del marqués de Llaneras, així com part del mobiliari originari del Palau (Sala de Ball, de Porcellana, Oriental, i de la Mare de Déu). Es conserven també objectes familiars dels Benlliure, de Carmel Vicent, Salvador Giner i del matrimoni Lauri Volpi-Maria Ros, esbossos de cartells i gravats de Lluís Garcia Falgás i Lluís García Oliver, Salvador i Pasqual Capuz, objectes de Vicent Blasco Ibáñez i la col·lecció d'ex-libris d'Agustín Arrojo Muñoz. La biblioteca conserva l'arxiu i biblioteca de Manuel González Martí així com la de Mario Blasco, donació de la seua viuda la senyora Elena Morote.

## Recorregut

### Planta baixa
Del vestíbul s'accedeix a un pati en què es desenrotlla un programa iconogràfic relatiu als interessos dels marquesos. Accedint al palau es troben les sales d'exposicions temporals, la carrossa de gala dels marquesos de Dosaigües, la del marqués de Llanera i una cadira de mans del segle xviii, realitzada en cuiro pintat.

### Planta primera
S'hi recorren dèsset estances disposades al voltant del pati en què discorria el dia a dia dels marquesos. Estan decorades amb esplèndids estucs i sòls de marqueteria de marbre de diferents colors. La sala pompeiana conserva unes ceràmiques de l'edat antiga gregues, romanes i ibèriques. Les sales xineses, de porcellana, roja i de ball conserven el mobiliari original. La sala dels Pinazo, un ampli espai format a partir d'altres menors, mostra una col·lecció de pintura d'Ignasi Pinazo. Hi ha una sala on es conserven quatre peces de la Real Fàbrica d'Alcora, adquirides per la Caixa d'Estalvis de València.
La visita d'aquest pis finalitza en el saló de ball, que presenta les parets cobertes d'espills i ricament decorades, a base de relleus, garlandes daurades i gelosies, una de les quals amaga la tribuna per als músics.

### Planta segona
S'ha dedicat tota la planta a l'exhibició de la ceràmica, tant com objecte d'ús o adorn, o com a element arquitectònic, marcant un recorregut cronològic.
La primera sala presenta una explicació de la tècnica de la ceràmica i la seua evolució, il·lustrada amb diferents objectes de diverses cultures. Les ceràmiques del món islàmic serveixen d'inici al recorregut per a seguir amb les produccions dels regnes cristians, molt marcades per l'estil mudèjar, que inclouen tant peces usades en el servei de taula, en la cuina i en l'aixovar domèstic, com a taulelleria per a aplicar a terres, sòcols, sostres i ràfols.
Del món medieval es passa a les sales del Renaixement i Barroc, on les peces valencianes s'exhibeixen amb altres referents de la mateixa època, produccions espanyoles o europees i xineses. En aquesta sala dedicada als segles xvi i xvii, es pot observar part d'un treginat dels segles xiv al xvi rescatat en el propi Palau de Dosaigües.
Les següents sales estan dedicades a la refinada producció de l'Alcora i les seues imitacions, a les pises populars de Manises, que en el segle xix aconseguiren més colorit i complicació tècnica, així com una mostra de taulelleria policroma que, ja des del segle xviii, va tindre gran importància com a element arquitectònic i ornamental.
La cuina representa variades produccions valencianes de tres segles. Finalment hi ha una mostra de ceràmica d'autor, entre les quals unes peces que Picasso va dedicar al Museu.